# Gustaf Jansson-Jan
Gustaf Jansson-Jan, född 21 april 1885 i Långseruds socken i Värmland, död 5 januari 1946 i Stockholm, var en svensk konstnär.
Jansson-Jan studerade vid Konstakademin i Stockholm 1905–1909. Han ställde ut tillsammans med Simon Gate och Börje Börjeson på Hallins konsthandel 1911. Han medverkade med målningen Kvinnor i Bretagne på Liljevalch konsthall 1942.
Jansson-Jan är den konstnär som förekommer i signaturen Elds kåserier i Dagens nyheter under namnet den filosofiska målaren Ararat.
Hans konst består av porträtt och realistiska landskap.
Gustaf Jansson-Jan var 1908–1921 gift med Mary Hultén (1886–1972), känd som konstnären Maj Lindman. De fick barnen Åke (1909–1991), Brita Hamilton (1913–1999) och Karin Lindman (1914–2002).